# Ярошин (Великопольське воєводство)
Ярошин (пол. Jaroszyn) — село в Польщі, у гміні Льондек Слупецького повіту Великопольського воєводства.
Населення — 256 осіб (2011).
У 1975-1998 роках село належало до Конінського воєводства.

## Демографія
Демографічна структура станом на 31 березня 2011 року:
|          | Загалом | Допрацездатний вік | Працездатний вік | Постпрацездатний вік |
| -------- | ------- | ------------------ | ---------------- | -------------------- |
| Чоловіки | 130     | 27                 | 91               | 12                   |
| Жінки    | 126     | 26                 | 69               | 31                   |
| Разом    | 256     | 53                 | 160              | 43                   |